# Kanton Carentan-les-Marais
Carentan-les-Marais is een kanton van het Franse departement Manche in de regio Normandië.

## Geschiedenis
Op 22 maart 2015 werden verschillende kantons in het departement opgeheven maar het kanton Carentan werd juist uitgebreid. Alle 26 gemeenten van het kanton Sainte-Mère-Église werden opgenomen, de gemeenten Appeville, Cretteville, Houtteville en Vindefontaine van het kanton La Haye-du-Puits, de gemeente Baupte van het kanton Périers. De gemeenten Auxais en Raids werden dan weer overgeheveld van het kanton naar het op die dag gevormde kanton Agon-Coutainville. Hierdoor nam het aantal gemeenten in het kanton  toe van 14 naar 43.
Op 1 januari 2016 werden de gemeenten Amfreville, Cretteville, Gourbesville, Houtteville en Vindefontaine opgenomen in de gemeente Picauville. Op diezelfde dag werden Beuzeville-au-Plain, Chef-du-Pont, Écoquenéauville en Foucarville opgenomen in de gemeente Sainte-Mère-Église. Angoville-au-Plain, Carentan, Houesville en Saint-Côme-du-Mont fuseerden tot de huidige gemeente Carentan les Marais. En Saint-Georges-de-Bohon en Sainteny fuseerden tot de commune nouvelle Terre-et-Marais. Hierdoor nam het aantal gemeenten in het kanton weer af van 43 tot 30. 
Op 1 januari 2017 werden de gemeenten Brévands, Saint-Pellerin en Les Veys aan Carentan les Marais toegevoegd. Hierdoor nam het aantal gemeenten in het kanton verder af van 30 tot 27. Op diezelfde dag ging Les Moitiers-en-Bauptois op in Picauville maar bleef deel uitmaken van het kanton Bricquebec tot op 5 maart 2020.
Op 1 januari 2019 werden ook de gemeenten Brucheville, Catz, Saint-Hilaire-Petitville en Viervilleaan Carentan-les-Marais toegevoegd. De gemeenten Carquebut en Ravenoville werden opgenomen in de gemeente Sainte-Mère-Église. Hierdoor nam het aantal gemeenten in het kanton verder af van 27 tot 21. Op diezelfde dag ging Montmartin-en-Graignes op in Carentan-les-Marais maar bleef deel uitmaken van het kanton Pont-Hébert.
Op 5 maart 2020 werd de naam van het kanton Carentan aangepast naar Carentan-les-Marais in overeenkomst met de naam van de hoofdplaats en werden de deelgemeenten van de commune nouvelle Picauville die dat nog niet waren, toegevoegd aan het kanton.

## Gemeenten
Het kanton Carentan omvat sindsdien volgende gemeenten:
- Appeville
- Audouville-la-Hubert
- Auvers
- Baupte
- Beuzeville-la-Bastille
- Blosville
- Boutteville
- Carentan-les-Marais (deel = zonder Montmartin-en-Graignes)
- Hiesville
- Liesville-sur-Douve
- Méautis
- Neuville-au-Plain
- Picauville
- Saint-André-de-Bohon
- Sainte-Marie-du-Mont
- Sainte-Mère-Église
- Saint-Germain-de-Varreville
- Saint-Martin-de-Varreville
- Sébeville
- Terre-et-Marais
- Turqueville

Agon-Coutainville · Avranches · Bréhal · Bricquebec-en-Cotentin · Carentan-les-Marais · Cherbourg-en-Cotentin-1 · -2 · -3 · -4 · -5 · Condé-sur-Vire · Coutances · Créances · Granville · La Hague · Isigny-le-Buat · Le Mortainais · Les Pieux · Pont-Hébert · Pontorson · Quettreville-sur-Sienne · Saint-Hilaire-du-Harcouët · Saint-Lô-1 · -2 · Valognes · Val-de-Saire · Villedieu-les-Poêles